# Wacław Milke

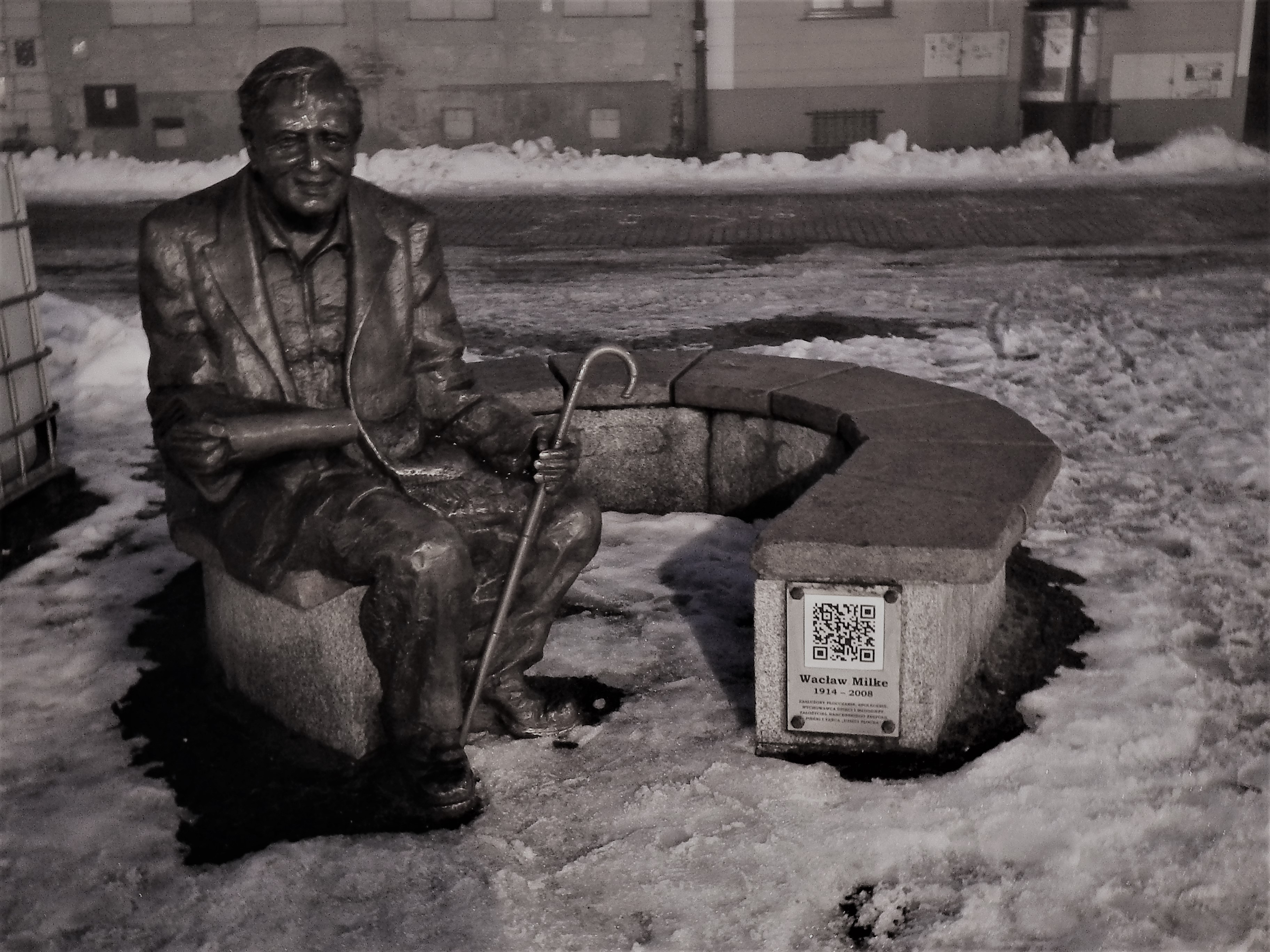
Pomnik na Rynku w Płocku

Wacław Milke (ur. 14 czerwca 1914 w Wyszogrodzie, zm. 9 maja 2008 w Płocku) – polski harcmistrz, działacz społeczny, harcerski i rzemieślniczy, płocczanin roku 1975, honorowy wyszogrodzianin.
W 1946 założył Harcerski Zespół Pieśni i Tańca „Dzieci Płocka”, który jest najstarszym zespołem dziecięcym w Polsce. Inicjator powstania Dzwonu Pokoju w Płocku oraz obchodzonych co roku Dni Historii Płocka.
Rok 2024 decyzją Rady Miasta Płocka ogłoszony został Rokiem Druha Wacława Milke. Z tej okazji w Płocku na bloku przy ul. Jesiennej 11 powstał mural poświęcony pamięci Druha.

## Życiorys
Wacław Milke urodził się 14 czerwca 1914 w Wyszogrodzie. W roku 1927 złożył przyrzeczenie harcerskie, uzyskując kolejno stopnie młodzika, wywiadowcy, ćwika, a w roku 1937 – Harcerza Orlego.
Od wczesnych lat dziecięcych przejawiał nieprzeciętne zdolności artystyczne i organizacyjne. Już w szkole podstawowej był organizatorem wielu uroczystości szkolnych i harcerskich. Później prowadził drużynę harcerską i krąg starszoharcerski, a działalność ich wywierała duży wpływ na życie społeczno-kulturalne miasteczka. Był organizatorem wielu obozów i biwaków harcerskich oraz wycieczek i pielgrzymek dla starszego społeczeństwa do Częstochowy, Gdyni itp. Prowadził szeroką działalność charytatywną dla najbiedniejszych dzieci miasteczka, gdzie znajdował pomoc u okolicznego ziemiaństwa.
Pracę zawodową podjął w Sądzie Grodzkim w Wyszogrodzie. Pracując w sądzie dokształcał się zaocznie. W lipcu 1935 roku uczestniczył w Jubileuszowym Zlocie ZHP (z okazji 25-lecia powstania harcerstwa), któremu patronował Prezydent RP – Ignacy Mościcki. W 1938 roku został przeniesiony z Sądu Grodzkiego w Wyszogrodzie do Gąbina. Również w Gąbinie Wacław Milke rozwijał szeroką pracę harcerską, organizuje Teatr Amatorski z dorosłymi obywatelami miasta. Wystawiał m.in. widowiska: Wesele Basi, Staropolskie Zapusty. Objeżdżał z programem okoliczne miasteczka i miasta. Drużyna harcerska rozwijała szczególnie profil artystyczny. Była wzorową drużyną w chorągwi, szybko się rozrastała i harcerstwo stało się bardzo popularne wśród dzieci i młodzieży.
II wojna światowa zastała Wacława Milke w Gąbinie. 2 września 1939 r. Sąd Grodzki został ewakuowany do Garwolina. W listopadzie 1939 roku W. Milke powrócił do Gąbina, gdzie ostrzeżony przez przyjaciół uniknął aresztowania i ukrywał się w Dobrzykowie w gospodarstwie Franciszka Swata. Włączył się w działalność patriotyczną, podtrzymując ducha narodu. Przenosił ulotki „Polska żyje”, był łącznikiem wiadomości między Gąbinem i Wyszogrodem.
Ostrzeżony powtórnie przed aresztowaniem przez Irenę Borysiak, ukrywał się w wioskach u gospodarzy. 13 kwietnia 1940 roku potajemnie odwiedził matkę w Gąbinie i tej nocy został aresztowany przez Gestapo. 5 maja 1940 roku trafił do obozu koncentracyjnego Dachau, otrzymuje numer 8746. W sierpniu 1940 roku został przeniesiony do Gusen, otrzymał numer 6737, a następnie numer 44297. Początkowo pracował w komandach „Steintreger”, „Steinwerke”, „Barakenbaum”.

W oskarżeniu widnieje uzasadnienie:

Fanatyczny Polak, przywódca młodzieży harcerskiej, jego pobyt na wolności jest niebezpieczny”

W obozie Wacław Milke poznał wielu wartościowych i życzliwych przyjaciół: profesora Kazimierza Gelinka z Płocka, dyrektora Polskiego Gimnazjum w Kwidzynie – Władysława Gębika, rektora Akademii Medycznej w Poznaniu – profesora Czesława Adamanisa, profesora Józefa Iwińskiego z Uniwersytetu Łódzki, wielu zacnych więźniów różnej narodowości. Wspólnie z nimi należał do ruchu oporu, któremu przewodniczył Władysław Gębik.
W środowisku więźniów Wacław Milke zwany był Apostołem chleba. Organizował wspólnie z kolegami pracującymi w kuchni i magazynach żywność dla chorych i najbardziej potrzebujących pomocy. Był organizatorem potajemnych uroczystości rocznicowych oraz wieczorów literackich, akcji Żywego różańca.
Po wyzwoleniu obozu Gusen przez wojsko amerykańskie, więźniowie francuscy przez Francuski Czerwony Krzyż zabrali Wacława Milke do Francji, gdzie leczył się w Avion. Po dwóch miesiącach starał się o powrót do Polski. W międzyczasie pracował w ośrodkach Polonii francuskiej, jako instruktor kulturalno–oświatowy Związku Młodzieży „Grunwald” w Paryżu. Uczył środowiska polonijne obrzędów ludowych polskich, współpracował z harcerstwem. Był znanym działaczem wśród Polonii, szczególnie duży nacisk kładł na pogłębienie przyjaźni polsko-francuskiej.
We wrześniu 1946 roku wrócił do Polski, do Płocka. Otrzymał pracę w Samorządzie Rzemiosła, gdzie przepracował zawodowo 30 lat. Dzięki niemu wśród rzemiosła płockiego rozwinęło się życie kulturalno–oświatowe. Zorganizował Chór Rzemiosła, Zespół Małych Form Artystycznych, przywrócił dawne obrzędy i ceremonie cechowe. Najwięcej serca i czasu poświęcił Harcerskiemu Zespołowi Pieśni i Tańca „Dzieci Płocka”. W roku 1946 w Małachowiance powołał do życia Harcerską Drużynę Artystyczną, z której właśnie wywodzi się Zespół „Dzieci Płocka”. Amatorska praca artystyczna stała się pasją życia dla Wacława Milke. Zespół jako pierwszy w powojennej Polsce zaczął szerzyć ideę regionalizmu. W czasie wakacji wraz z młodzieżą przemierzał szlaki Kurpiowszczyzny zbierając stare pieśni i tańce ludowe. Często efektami pracy dzielił się z innymi zespołami, jak np. nowo powstałym „Mazowszem”. Zespół Wacława Milke cieszył się dużym uznaniem twórcy Mazowsza Tadeusza Sygietyńskiego, czołowych choreografów i etnografów kraju.
W początkowych latach działalności Zespołu opracowania muzyczne komponował Faustyn Piasek – przyjaciel dh. Wacława. Pierwszym znaczącym sukcesem Zespołu było zajęcie I miejsca na III Światowym Festiwalu Młodzieży i Studentów w Budapeszcie w roku 1949 oraz I miejsce na Festiwalu w Berlinie w 1951 roku. Zespół pod kierunkiem dh. Wacława Milke kilkanaście razy zdobywał czołowe miejsca w festiwalach i przeglądach krajowych oraz zagranicznych. Koncertował w wiejskich świetlicach i największych scenach Europy: Royal Albert Hall w Londynie, Operze Berlińskiej, Teatrze Wielkim w Warszawie. Ponad 50 razy wyjeżdżał zagranicę m.in. do Niemiec, Francji, Czech, Słowacji, Wielkiej Brytanii, Ukrainy, Rosji, Austrii, Belgii, Włoch, Węgier, Bułgarii, Luksemburga i Japonii.
Przez Zespół przeszło ponad 6000 dziewcząt i chłopców miasta Płocka. Dzięki Wacławowi Milkemu setki dzieci i młodzieży mogło poznać piękno ojczystego kraju.
Wacław Milke był autorem scenariuszy wielkich, centralnych imprez np.: w 1960 roku na polach Grunwaldu z okazji 550 rocznicy bitwy. W widowisku tym, które przedstawiało 1000 lat Państwa Polskiego, wzięło udział ponad 20 000 osób.
Oprócz pracy artystycznej, najważniejsza dla dh. Wacława była praca wychowawcza, wielką zasługą było wpajanie patriotyzmu i miłości do kultury ludowej. Osoby, które przebywały w Zespole były wrażliwe i gotowe do wszelkiej pomocy. Byli wychowankowie są zrzeszeni w Stowarzyszeniu Przyjaciół HZPiT „Dzieci Płocka”.
Wacław Milke był bardzo zasłużonym obywatelem miasta Płocka – w roku 1975 został Płocczaninem Roku.
Wacław Milke był czynnym instruktorem harcerskim w stopniu harcmistrza, działał w Kole Byłych Więźniów Politycznych Hitlerowskich Obozów Koncentracyjnych. Był również działaczem Towarzystwa Przyjaciół Dzieci – w 1977 roku otrzymał Order Uśmiechu. Przez cały czas utrzymywał ścisły kontakt z płockimi szkołami, był inicjatorem „Dzwonu Pokoju” i „Księgi Pokoju”, Dni Historii Płocka. Wielką zasługą dh. Wacława było propagowanie kultury ludowej.
Od 11 XI 2008 r. patron HZPiT „Dzieci Płocka”

## Odznaczenia i wyróżnienia
- Krzyż Wielki Orderu Odrodzenia Polski (postanowieniem prezydenta Lecha Wałęsy z 25 marca 1994 „w uznaniu wybitnych zasług dla kultury polskiej, za osiągnięcia w pracy z młodzieżą w Harcerskim Zespole Pieśni i Tańca „Dzieci Płocka”)[2]
- Krzyż Komandorski z Gwiazdą Orderu Odrodzenia Polski (1983)
- Krzyż Oficerski Orderu Odrodzenia Polski (1956)
- Złoty Krzyż Zasługi (1952)[3]
- Medal Zwycięstwa i Wolności 1945 (1996)
- Srebrny Medal „Za zasługi dla obronności kraju” (1986)
- Medal Komisji Edukacji Narodowej (1976)
- Odznaka 1000-lecia Państwa Polskiego (1966)
- Srebrny Krzyż „Za Zasługi dla ZHP” (1971)
- Srebrny Medal Opiekuna Miejsc Pamięci Narodowej (1978)
- Order Uśmiechu (1977)
- Odznaka honorowa „Zasłużony dla Kultury Polskiej” (1997)
- Odznaka „Zasłużony Działacz Kultury” (1963)
- Odznaka Grunwaldzka (1971)
- Medal za Zasługi dla Oświaty i Wychowania (1986)
- Odznaka „Zasłużony Nauczyciel PRL” (1976)
- Odznaka „Przyjaciel Dziecka” (1976)
- Medal PTTK (1977)
- Złota Odznaka „Za zasługi dla województwa warszawskiego” (1962)
- Odznaka „Zasłużony dla województwa płockiego” (1976)
- Płocczanin Roku (1976)
- Nagroda indywidualna Trybuny Ludu (1978)[4]
- I inne

14 czerwca 2010 r. odsłonięto Pomnik Wacława Milke na Starym Rynku w Płocku. Autorem pomnika jest łódzki rzeźbiarz Wojciech Gryniewicz.